# Sokolovský vikariát
Vikariát Sokolov je jedním z deseti vikariátů Diecéze plzeňské, do níž náleží od jejího založení v roce 1993. Okrskovým vikářem je Mons. Peter Fořt.

## Členění vikariátu
Vikariát Sokolov se člení na následujících pěti farností:
| Farnost                                  | Správce                                             | Sídlo                                        | Farní kostel                                      | Filiální kostely |
| ---------------------------------------- | --------------------------------------------------- | -------------------------------------------- | ------------------------------------------------- | --- |
| Římskokatolická farnost Chlum svaté Maří | P. Milan Kučera, O.Cr.                              | Nám. J. W. Goetheho 1, 357 09 Chlum sv. Maří | Kostel Nanebevzetí Panny Marie (Chlum svaté Maří) | Hřbitovní kaple Svaté Anny (Habartov) Kostel Nanebevzetí Panny Marie (Kynšperk nad Ohří) |
| Římskokatolická farnost Chodov           | P. Mgr. Bystrík Feranec administrátor excurrendo    | Staroměstská 38, 357 35 Chodov               | Kostel svatého Vavřince (Chodov)                  | Kostel Nanebevstoupení Páně (Nové Sedlo) Kostel svatého Erharda (Tatrovice) |
| Římskokatolická farnost Kraslice         | Mons. Peter Fořt                                    | Kpt. Jaroše 321/2, 358 01 Kraslice           | Kostel Božího Těla (Kraslice)                     | Kostel Nanebevzetí Panny Marie (Bublava) Kostel svatého Martina (Jindřichovice) Kostel svatého Jakuba (Sněžná) Kostel svatého Jiljí (Kostelní) Kostel Nejsvětější Trojice (Liboc) Kostel svatého Michaela archanděla (Oloví) Kostel svatého Bartoloměje (Přebuz) Kostel svatého Petra a Pavla (Rotava) Kostel Nejsvětějšího srdce Páně (Stříbrná) Kostel svatého Josefa (Krásná Lípa) |
| Římskokatolická farnost Loket            | P. Miroslav Chlupsa, O.Cr. administrátor excurrendo | Kostelní 13/1, 357 33 Loket                  | Kostel svatého Václava (Loket)                    | Kostel svaté Anny (Horní Slavkov) Kostel svatého Jiří (Horní Slavkov) Kostel svaté Kateřiny (Krásno) Kostel Nejsvětější Trojice (Nová Ves) kostel Nejsvětější Trojice (Staré Sedlo) |
| Římskokatolická farnost Sokolov          | P. ThLic. Petr Bauchner                             | J. K. Tyla 531, 356 01 Sokolov               | Kostel svatého Jakuba Většího (Sokolov)           | Kostel Povýšení svatého Kříže (Citice) Kostel svatého Petra a Pavla (Krajková) Kostel svaté Kunhuty (Královské Poříčí) Kostel svatého Jiljí (Lomnice) Kostel Nejsvětější Trojice – pravoslavný (Sokolov) Kostel svatého Antonína Paduánského (Sokolov) Kostel Neposkvrněného početí Panny Marie (Svatava)                                                                             |